# Thermische Analyse
Die thermische Analyse ist eine Untersuchungsmethode zur Messung von physikalischen und chemischen Eigenschaften von Elementen und Verbindungen.
Das Anwendungsgebiet der thermischen Analyse umfasst chemische, pharmazeutische und technische Fragestellungen. Die DIN 51005 gibt folgende Definition:

„»Thermische Analyse« ist ein Oberbegriff für Methoden, bei denen physikalische und chemische Eigenschaften einer Substanz, eines Substanzgemisches und / oder von Reaktionsgemischen als Funktion der Temperatur oder der Zeit gemessen werden, wobei die Probe einem kontrollierten Temperaturprogramm unterworfen ist.“

## Einteilung
Bei der dynamischen thermischen Analyse wird der zu untersuchende Stoff langsam, d. h. im thermodynamischen Gleichgewicht, erhitzt beziehungsweise abgekühlt. Gleichzeitig ermittelt ein Thermoelement ständig die Temperatur.
Die statische thermische Analyse wird unter anderem in der Mineralogie gebraucht. Die zu untersuchende Mineralprobe wird dabei über Stunden oder Tage auf eine konstante Temperatur gebracht. Während dieser Zeit wird der Wasser- beziehungsweise Glühverlust erfasst und aufgezeichnet.
Auf diese Weise lassen sich Umwandlungspunkte von fest nach flüssig bis gasförmig (Schmelz- und Siedepunkt) bei Temperaturänderungen ermitteln (siehe auch: Aggregatzustand).
Alternativ kann man auch anhand der sich ändernden Größen unterscheiden:
- Energetische Vorgänge
  - Differenz-Thermoanalyse (DTA)
  - dynamische Differenzkalorimetrie (DDK, engl. differential scanning calorimetry, DSC)
- Mechanische Vorgänge
  - dynamisch-mechanische Analyse (DMA)
- Massenändernde Vorgänge
  - Thermogravimetrie (TG)
  - Emissionsgasanalyse (EGA, englisch Evolved Gas Analysis; oft gekoppelt mit TG)
- Volumenänderung
  - thermomechanische Analyse (TMA)
  - Dilatometrie
- Änderung optischer Eigenschaften
  - thermooptische Analyse (TOA)

Darüber hinaus gibt es Methoden, bei denen die oben genannten Vorgänge kombiniert werden. Ein Beispiel ist die simultane thermische Analyse (STA), einer Kombination von Thermogravimetrie (TG) und dynamischer Differenzkalorimetrie (DSC).

## Bedeutung für die Werkstoffkunde

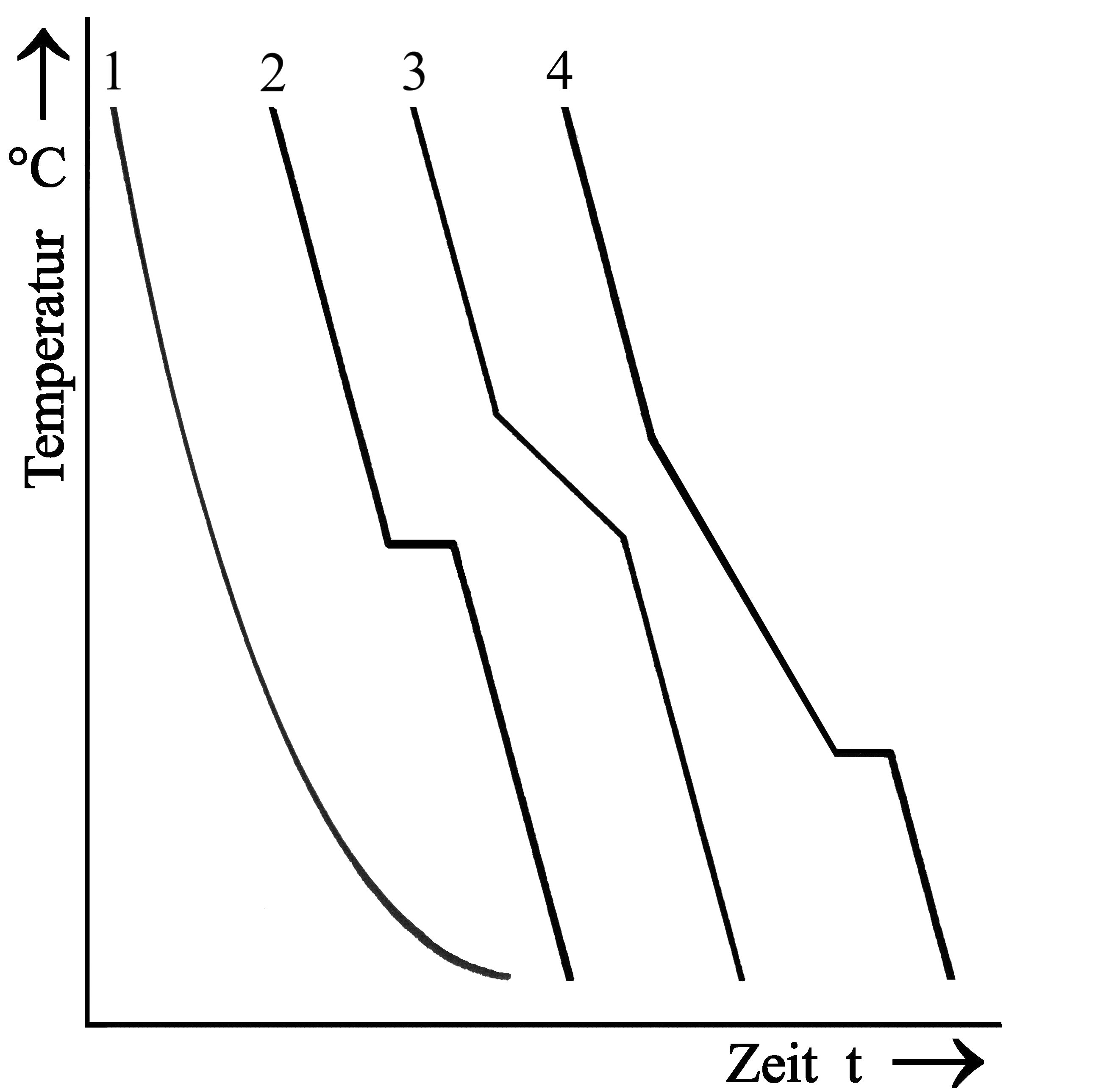
Abkühlkurven verschiedener Stoffe

Von besonderem Interesse sind bei Metallen, Legierungen und Kunststoffen die Übergänge von fest nach flüssig sowie eventuelle Temperaturänderungen im festen Zustand, da sich auch Umwandlungen des Kristallsystems durch Haltepunkte bemerkbar machen. Kristallsystem-Umwandlungen lassen sich nutzen, um die Härte von Metallen und Legierungen zu erhöhen.
Die Messergebnisse werden in Temperatur-Zeit-Diagramme eingetragen. Die miteinander verbundenen Punkte ergeben die Aufheiz- beziehungsweise Abkühlkurven.
Die nebenstehenden Abkühlkurven sind beispielsweise charakteristisch für amorphe Stoffe (1), ein reines Element bzw. ein Eutektikum (2), eine Legierung mit Mischkristallbildung (3) und eine naheutektische Legierung (4).
Kurven 2, 3 und 4 siehe auch Legierung